# Barbara Mandrell
Barbara Ann Mandrell, née le 25 décembre 1948, est une chanteuse, auteure-compositrice, musicienne de musique country, productrice de télévision, et actrice américaine. 

## Biographie
Barbara Ann Mandrell naît le jour de Noël 1948, de Mary Ellen (née McGill ; née en 1931) et Irby Matthew Mandrell (1924-2009) à Houston, dans le Texas. Sa mère est une femme au foyer et une musicienne d'une grande famille rurale du Comté de Wayne, dans l'Illinois. Son père, Irby, est un ancien combattant de la marine de la Seconde Guerre mondiale et un policier texan du comté de Garland, en Arkansas. Irby Mandrell est également un musicien et un homme connaissant bien l'industrie de la musique américaine. Barbara Mandrell est fille unique jusqu'au 13 juillet 1954, date de naissance de sa sœur Thelma Louise Mandrell. La petite sœur Ellen Irlene Mandrell arrive 18 mois après Louise, le 29 janvier 1956. Fille aînée, Barbara Mandrell lit déjà la musique et joue de l'accordéon quand ses sœurs sont encore petites. Pendant son enfance, Barbara Mandrell apprend à jouer de la pedal steel guitar, de la guitare lap steel et de nombreux autres instruments, dont l'accordéon, le saxophone et le banjo. Devenue habile à  la guitare, son père l'emmène à une convention commerciale musicale à Chicago. Ses talents attirent l'attention de Chet Atkins, producteur et musicien de studio de RCA Records, et de Joe Maphis, musicien populaire et chef d'orchestre. Peu de temps après, elle devient l'une des vedettes d'un spectacle en boîte de nuit de Joe Maphis à Las Vegas, suivi de tournées avec Red Foley, Tex Ritter et Johnny Cash. Ses débuts à la télévision sur la chaîne NBC-TV se font dès 1961. Quelques années plus tard, Mandrell et ses sœurs Louise et Irlene, ainsi que ses parents, fondent le Mandrell Family Band. Leur batteur, Ken Dudney, devient le mari de Barbara Mandrell, en 1967.
Mais Ken Dudney est envoyé outre-mer pendant son service militaire (les États-Unis n'ont abandonné la conscription que quelques années plus tard, en 1973). Barbara Mandrell décide alors de devenir chanteuse country et s'installe à Nashville. Son père fait fonction d’agent artistique, et avec son aide, elle signe avec Columbia Records en 1969. Elle publie sur ce label Columbia jusqu'en 1974 (le dernier album sur ce label étant This Time I Almost Made It), puis rejoint ABC/Dot. Elle est connue pour une longue série de succès country dans les années 1970 et 1980 ainsi que pour sa propre émission de variétés aux heures de grande écoute sur NBC qui l'aide à devenir l'une des chanteuses les plus populaires du pays dans cette période. Le premier succès de Mandrell au Billboard est Sleeping Single in a Double Bed en 1978, suivi par (If Loving You Is Wrong) I Don't Want to Be Right au début de 1979. En 1980, Years atteint également le top niveau. S’y ajoute ensuite  I Was Country When Country Wasn't Cool (sa chanson phare), puis Till You're Gone et One of a Kind Pair of Fools - tous des succès étant «numéro un» entre 1979 et 1983, période pendant laquelle elle reçoit de nombreux prix et distinctions ,. Elle est ainsi désignée chanteuse féminine de l'année par la Country Music Association en 1979 et artiste de l'année pour cette association en 1980 et 1981. Elle est également actrice pour la télévision : elle interprète par exemple le personnage de Gilda Saint Clair dans la série Docteur Quinn, femme médecin. Elle donne son dernier concert le 23 octobre 1997. Elle se retire ensuite de la scène musicale. Elle fait son entrée au Temple de la renommée de la musique country en 2009,. 
Le Country Music Hall of Fame, à Nashville, expose une de ses tenues de scène, une robe rose. Son ancien manoir, situé à Whites Creek, dans le Tennessee, un quartier de Nashville, a été transformé en une attraction touristique avec un restaurant, un hôtel, une salle de musique et un champ de tir.